# 死因無可疑
《死因無可疑》（英語：Declared Legally Dead）是一齣2020年香港懸疑驚悚犯罪片，由袁劍偉編導，姜錦駒任動作指導，黃秋生、林嘉欣、陳家樂、湯怡、廖啟智、歐陽偉豪、歐錦棠、馮素波及鄧建明主演。改編自日本作家貴志祐介的代表作品《黑暗之家》。
本片為已故廖駿雄最後一部電影作品。

## 故事簡介
保險經紀葉永信（陳家樂 飾）被神秘客戶指定跟進保單，上門拜訪時親眼目睹客戶兒子吊死在半空，正直的他認定客戶為詐取保險金而濫殺兒子，決心向朱重德（黃秋生 飾）和沈子玲（林嘉欣 飾）夫婦展開追查，一心將犯人繩之於法，沒料這顆正義心成為敵人反擊的籌碼，當永信以為逐步邁向真相的同時，恐嚇事件接二連三地發生，危險向他以及身邊的人逼近，一度深化他對犯人的恨意，逐漸迷失在善惡之間。

## 角色介紹
| 演員     | 角色   | 備註                                                                                               |
| 陳家樂   | 葉永信 | 保險經紀 文惠儀之男友 堅持調查家富的死因是否有可疑                                                 |
| 黃秋生   | 朱重德 | 家富之父 沈子玲之夫 歐麗珊之小學同學 建築工人 為替沈子玲償還賭債，失去一根手指以騙取工傷保險賠償。 |
| 林嘉欣   | 沈子玲 | 家富之母 朱重德之妻 歐麗珊之小學同學 左眼失明而且行動不便 染上賭癮，為償還賭債殺害家富騙取保險金。 |
| 湯怡     | 文惠儀 | 心理系大學生 葉永信之女友 甘清石的學生                                                             |
| 馮素波   | 鄭校長 | 朱重德、沈子玲之小學校長                                                                           |
| 廖啟智   | 甘清石 | 大學教授，研究犯罪心理                                                                             |
| 歐陽偉豪 | 張健科 | 葉永信上司                                                                                         |
| 歐錦棠   | 蔣雷   | 前警務人員 葉永信同事，負責調查保險賠償                                                            |
| 冼業鏗   | 葛少傑 | 保險經紀 葉永信同事                                                                                |
| 火火     | 鍾國偉 | 警務人員                                                                                           |
| 周家怡   | 歐麗珊 | 保險經紀 前葉永信同事，朱重德和沈子玲之小學同學                                                    |
| 龔慈恩   |        | 葉永信媽媽                                                                                         |
| 鄧建明   |        | 賭場負責人                                                                                         |
| 廖駿雄   | 劉先生 | 保險客戶，疑騙保險賠償                                                                             |
| 蘇逴殷   |        | 警務人員                                                                                           |

## 發行
《死因無可疑》由英皇電影於2020年6月25日在香港上映。

### 票房
| 上一届： 《½的魔法》 | 2020年香港一週票房冠軍 第27週 | 下一届： 《幻愛》 |

## 獎項及提名
| 年份 | 颁奖典礼                       | 奖项           | 姓名   | 结果 |
| ---- | ------------------------------ | -------------- | ------ | ---- |
| 2021 | 第27屆香港電影評論學會大獎     | 最佳女演員     | 林嘉欣 | 提名 |
| 2021 | 2020年度香港電影編劇家協會大奬 | 最佳角色演繹獎 | 黃秋生 | 提名 |

## 外部連結
- 香港影庫上《死因無可疑》的資料（繁體中文）
- 豆瓣电影上《死因無可疑》的資料 （简体中文）
- 时光网上《死因無可疑》的資料（简体中文）
- 互联网电影数据库（IMDb）上《死因無可疑》的资料（英文）

| 香港 ViuTV 週六好戲勢 21:30-23:45 | 香港 ViuTV 週六好戲勢 21:30-23:45 | 香港 ViuTV 週六好戲勢 21:30-23:45 |
| --------------------------------- | --------------------------------- | --------------------------------- |
|                                   | 死因無可疑 （2022年4月16日）      |                                   |
| 白髮魔女傳2 （2022年4月9日）      | 掃毒（重播） （2022年4月23日）    |                                   |